# Erich von Reden (Landrat)

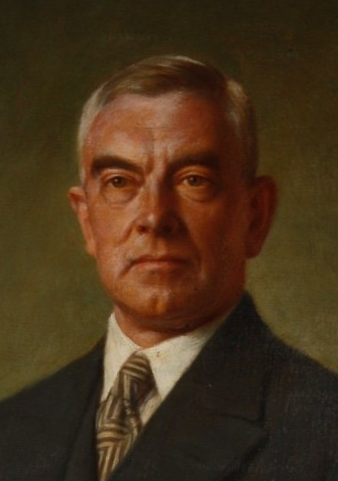
Erich von Reden

Erich Julius Adolph Johannes von Reden (* 9. Mai 1880 in Posen; † 18. Oktober 1943 in Sigmaringen) war ein deutscher Verwaltungsbeamter und -richter.

## Leben
Erich von Reden war der Sohn des Geheimen Regierungsrates Maximilian von Reden (1833–1896) und seiner zweiten Ehefrau Luise, geborene Götz von Olenhusen (1848–1920). Er studierte Rechtswissenschaften an der Ruprecht-Karls-Universität Heidelberg. 1901 wurde er Mitglied des Corps Vandalia Heidelberg. Nach dem Studium trat er in den preußischen Staatsdienst ein. Das Regierungsreferendariat absolvierte er bei der Regierung in Marienwerder und bei der Regierung in Danzig, wo er 1909 das Regierungsassessor-Examen ablegte. Von 1917 bis 1933 war er Landrat des Landkreises Lübben. 1933 musste er das Amt räumen und ging mit seiner Familie nach Magdeburg. In der Folge wurde er Regierungsdirektor und stellvertretender Regierungspräsident bei der Regierung in Sigmaringen. Zusammen mit dem Regierungspräsidenten Carl Simons konnte er 1938 verhindern, dass die Hohenzollernschen Landen dem Land Württemberg zugeschlagen wurden. Zuletzt bis zu seinem Tod 1943 war er Verwaltungsgerichtsdirektor am Verwaltungsgericht Sigmaringen.
Reden war seit 1910 mit Irma Lüntzel (1891–1943), die Tochter des Amtsgerichtsrates Ferdinand Lüntzel und der Ottilie Giesse, verheiratet. Seine Frau war ihm im Tod vier Monaten vorausgegangen. Das Ehepaar hatte vier Kinder, die Tochter Stephanie, die Tochter Marie-Luise, den Sohn Eberhard (1918–1940), Oberleutnant der Luftwaffe, und Werner (1911), der mit Ilse-Gisella von Alvensleben-Erxleben eine Familie gründete.
Ein Ende der 1920er Jahre von Franz Lippisch gemaltes Porträt, das von Reden als Landrat in Lübben zeigt, wurde 2014 von der Familie von Reden an das Museum Lübben übergeben.